# Philippe Ranaivomanana
Philippe Ranaivomanana (Sarobatra, 12 de maio de 1949 – Antsirabe, 6 de setembro de 2022) foi um clérigo católico romano de Madagáscar e bispo de Antsirabe.

## Biografia
Philippe Ranaivomanana era filho de camponeses. Estudou no seminário maior de Ambatoroka, antes de obter o mestrado em teologia bíblica na Universidade de La Miséricorde, Friburgo, e o mestrado em comunicação em Lyon. Foi ordenado sacerdote em 16 de outubro de 1977.
João Paulo II o nomeou Bispo de Ihosy em 2 de janeiro de 1999. O Arcebispo de Fianarantsoa, Philibert Randriambololona SJ, conferiu-lhe a consagração episcopal em 13 de maio do mesmo ano, no Collège Saint-Pierre Chanel em Ihosy; os co-consagradores foram Félix Ramanarivo MS, Bispo de Antsirabe, e Fulgence Rabeony SJ, Bispo de Toliara.
Papa Bento XVI nomeou-o Bispo de Antsirabe em 13 de novembro de 2009.
Era conhecido por sua defesa dos agricultores e sua cultura. Foi ameaçado em diversas ocasiões pelo seu compromisso, particularmente sob o governo de Didier Ratsiraka. Dentro da Conferência Episcopal de Madagáscar, Dom Philippe Ranaivomanana chefiou a comissão episcopal para a comunicação social e também para a pastoral da saúde.

O bispo Philippe Ranaivomanana morreu aos 73 anos, em Antsirabe.